# Districte de Gonda

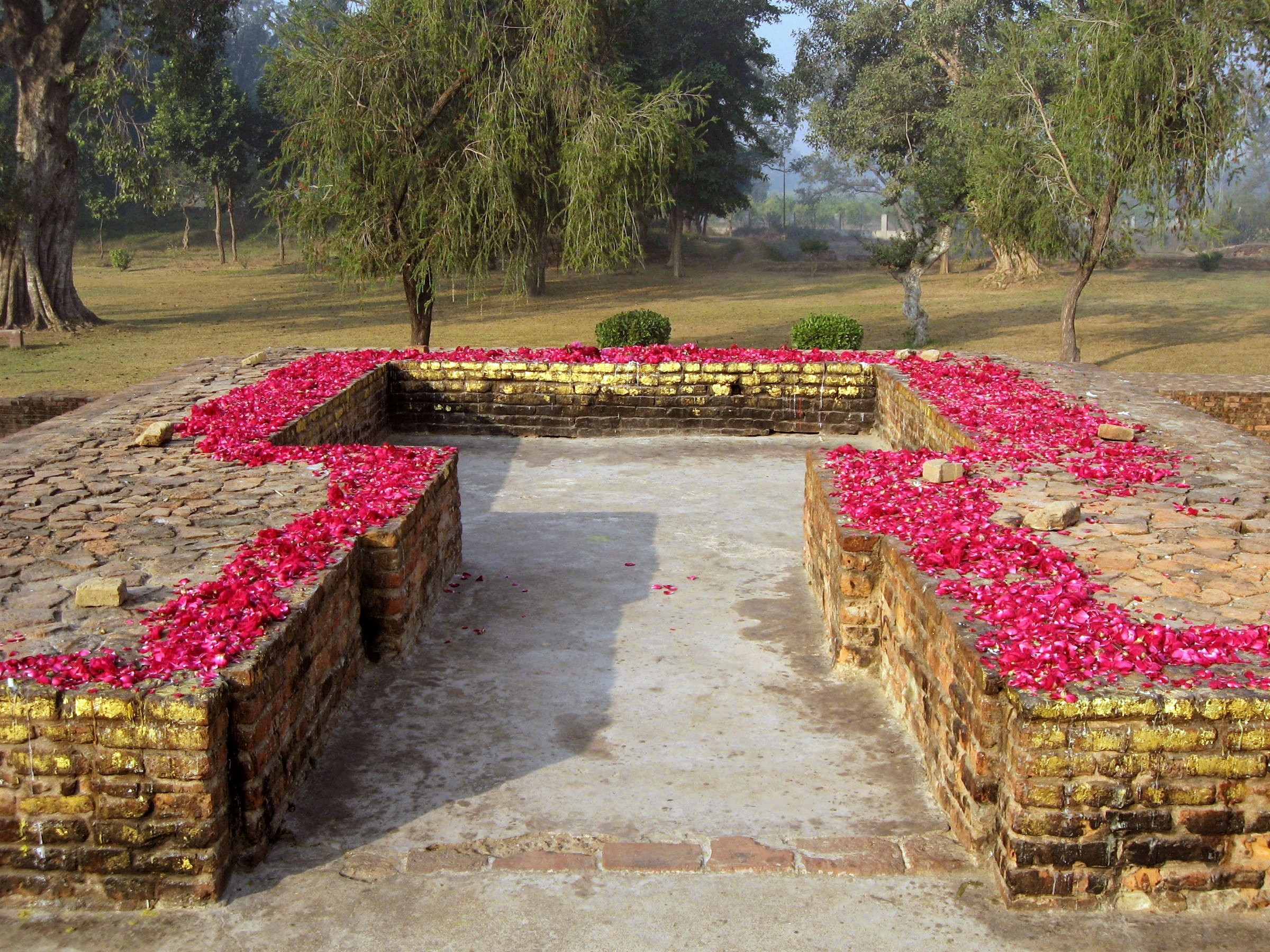
Mulagandhakuti. Restes de la barraca de Bud al monestir de Jetavana, a Sravasti

El districte de Gonda (hindi गोंडा) és una divisió administrativa d'Uttar Pradesh, a la divisió de Devipatan, amb capital a Gonda que al mateix temps és capital de la divisió.

## Dades del districte
Abans de la divisió del districte el 1997 la superfície era de 7331 km², però el 25 de maig de 1997 es va segregar el nou districte de Balrampur (al nord de l'antic districte) i va quedar amb una superfície de 4.448 km². La població era:
- 1869: 1.168.462
- 1881: 1.270.926
- 1891: 1.459.229
- 1901: 1.403.529
- 1911: 1.412.519
- 1921: 1.473.389
- 1931: 1.576.003
- 1941: 1.719.644
- 1951: 1.877.484
- 1961: 2.073.237
- 1971: 2.302.929
- 1981: 2.835.000
- 1991: 3.573.000
- 1997 (després de la divisió): 2.321.000

El rius principals són: Ghayhra, Saryu, Terhi, Manwar, Bisuhi i Kuwaon. Els llacs a destacar són: Banki, Kodar, Aranga, Parwati i Pathri. Topogràficament està format per dos regions naturals: Uparhar i Tarhar.
Administrativament està dividit en quatre tehsils:
- Gonda
- Colonelganj
- Tarabganj
- Mankapur

Hi ha 16 blocs (blocks) de desenvolupament:
- Rupaidih
- Itia Thok
- Pandri Kripal
- Tarabganj
- Nawabganj
- Wazirganj
- Chhapia
- Jhanjhari
- Mujehana
- Katra Bazar
- Haldharmau
- Colonelganj
- Paraspur
- Belsar
- Manakpur
- Babhanjot

## Història
El districte formà part del regne de Kosala regit pels reis de la raça solar d'Ayodhia; a la mort de Rama la part nord va passar al seu fill Lava, amb capital a Sravasti, que podria correspondre a Set Mahet. Després d'un període representat als puranes per cinquanta generacions de reis que van governar a Sravasti o a Kapilavastu (Gorakhpur), es va iniciar l'era històrica al segle vi aC amb el rei Prasenaditya, contemporani de Buda, i un dels primers conversos, que va convidar al savi a Sravasti. Durant vuit generacions Sravasti va romandre el principal centre de la religió budista; el regne va arribar al cim amb Vikramaditya, al segle ii. Aquest rei era bramanista i potser fou la lluita civil entre hinduistes i budistes el que va destruir el regne i al cap de 30 anys de la seva mort el tron va passar a la dinastia gupta i la regió va esdevenir jungla. Dos peregrins xinesos van visitar els llocs sagrats de la zona al segle v i VII, però la resta era tot jungla i el camí entre Sravasti i Kapilavastu havia estat envaït per la selva i estava ple d'animals com elefants.
La regió tornà a emergir sota una dinastia jainista que sota el rei Solhideo, al segle xi, fou prou poderosa per derrotar el ghazi Sayyid Salar Masud, el nebot de Mahmud de Gazni, el qual va morir lluitant en aquesta zona contra els caps locals, prop de Bahraich; es conserven les tombes d'alguns guerres musulmans. Però no fou molt de temps després quan aquesta dinastia també va desaparèixer substituïda per una nissaga de rajes doms. Al temps de la segona conquesta musulmana al final del segle xii, un raja dom estava al poder amb capital a Domangarh a la vora del Rapti, a Gorakhpur. El principal sobirà d'aquesta nissaga fou Raja Ugrasen, que tenia una fortalesa a Dumriadih a la pargana de Mahadewa. Molts pobles al sud del districte van sorgir de la concessió de terres a favors de nobles tharus, doms, bhars i basis fetes per aquest raja; se suposa que llavors la regió estava coberta de jungla.
La dinastia dom fou enderrocada al començament del segle xiv pel clan kshattriya dels kalhansis, janwars, i bisens. Els primers en el territori entre Hisampur (a Bahraich) fins a Gorakhpur, sota la direcció de Sahaj Singh, que venia de la regió del Narbada i estava al servei dels sultans tughlúquides de Delhi; el seu primer establiment fou a la selva de Koeli a uns 3 km al sus-oest de Kurasa, que va donar nom al seu principat; el territori fou distribuït en jagirs pels seus oficials. La família va tenir un tràgic final quan Raja Achal Narayan Singh va segrestar a la filla d'un braman zamindar per la força i el pare va voler alliberar a la seva filla i es va asseure a la porta del palau del raja i es va deixar morir de gana després de predir l'extinció de la família dels rajes excepte la derivada de la reina segrestada; la predicció del braman es va complir quan poc després la fortalesa de Narayan Singh fou arrossegada per una inundació del riu Sarju i ell mateix i la família es van ofegar i es va salvar només la jove reina; aquesta va donar a llum poc després a un fill ancestre dels moderns rajes (zamindars) kalhansi de Babhnipair.
El final de la dinastia kalhansi es va produir cap a la part final del segle xv però ja una mica abans el nord del districte havia estat ocupat pels janwars, que van crear un regne al sud del Himalaìa i es van repartir amb els kalhanes el domini del districte sencer. La caiguda dels kalhansis va portar l'anarquia a la zona durant uns anys, amb només els prínceps d'Ikauna i Utraula amb un cert poder, fins al temps d'Akbar el Gran cap al final del segle xvi. Els kalhansis de Babhnipair i de Guwarich eren considerats prínceps de poca importància i la resta del districte estava governat per caps semiindependents dels bisens i els bandalghotis, i comunitats de bramans. En temps d'Akbar els bisens van consolidar el seu domini i van establir el regne de Gonda amb un territori de 2500 km² sota domini dels seus rages. Els janwars van dominar entre el Kuwana i les muntanyes, i es van formar en aquest temps els principats de certa importància de Balrampur, Tulsipur i Manikpur. El mogols havien adquirit Bahraich on residia el governador que no tenia autoritat de fet més enllà de la seva fortalesa. Durant tot el segle xvii es va mantenir aquesta situació amb una sobirania superior de l'Imperi Mogol que era purament nominal. Els prínceps van fer la guerra entre ells, i no pagaven tributs (almenys regularment) ni aportaven tropes a l'imperi.
Al començament del segle xviii la regió d'Oudh fou concedida a Saadat Khan; en aquell moment els rages locals al nord del Gogra eren virtualment independents. El raja de Gonda va matar a Nawab Alawal Khan, el primer dels nous governadors de Bahraich; un exèrcit fou enviat a la zona i va assetjar al raja, però aquest va rebre reforços i l'exèrcit del nawab es va haver de retirar, i Oudh es va haver de conformar amb el pagament d'un tribut fix. Per setanta anys els rajes bisen de Gonda van conservar de facto la seva independència dominant les parganes ancestrals de Gonda, Paharapur, Digsar, Mahadewa i Nawabganj.
A la mort de Raja Hindupat Singh i la seva família a mans dels seus enemics tradicionals els bramans pandes, al final del segle xviii, el nawab d'Oudh va poder imposar el seu poder efectiu sobre Gonda, va imposar el reconeixement de la sobirania al jove nou raja, Guman Singh, i va poder cobrar els tributs directament a les principals viles; altres rages al nord i est del districte (Balrampur i Tulsipur) van conservar una parcial independència encara força temps; també els rages de Manikpur i Babhnipair van conservar gran part de la seva sobirania i podrien cobrar les taxes al seu territori. Les talukes d'aquesta zona eren molt més poderoses que les de la resta de l'Oudh i els caps hereditaris tenien un poder suprem dins els seus límits. Però finalment les taxes a Gonda i Utraula van ser cobrades per Oudh i el sistema de talukas semiindependent es va acabar; els nawabs van donar molts pobles a persones nobles o riques, com a talukdars o com a simples grangers al servei del govern, però aquestes talukes van durar poc temps, sent absorbits els pobles pels panes que eren els més rics dels districte; els desposseïts rages d'Utraula i Gonda van intentar comprar talukes i combinar el sistema d'arrendataris amb el de senyors feudals; el raja d'Utraula ho va aconseguir per uns anys però finalment es va haver d'acontentar amb uns quants pobles que li foren reconeguts pel nawab pels seus servis. Els rages bisen de Gonda, van dominar l'estat de Bisambharpur, de gran esplendor tot i les exaccions dels nazims de la cort d'Oudh. Entre la part final del segle xviii i la primera meitat del XIX totes les grans talukes foren comprades per banquers i alts oficials.
Una gran àrea del sud-est del districte fou cedida als britànics el 1810 però restaurada al nawab al final de la guerra amb els gurkhes de Nepal el 1816 a canvi de terres a altres llocs i extinció d'un préstec. El 1856 Oudh fou annexionat pels britànics. El coronel Boileau, subcomissionat, va morir quan intentava capturar a un cap de bandits de nom Fazl Ali.
En esclatar el motí el 1857 el raja de Gonda va donar suport a la revolta i a la begum d'Oudh que residia a Lucknow. En canvi el raja de Balrampur va romandre lleial, va refusar reconèixer al govern revolucionari, va donar protecció a la seva fortalesa a Sir C. Wingfield, commissionat de Gonda i Bahraich i a altres oficials britànics i finalment els va poder enviar sans i estalvis a Gorakhpur. El Raja de Gonda, després de la reconquesta britànica de Lucknow, va establir el seu camp a Lampti a la vora del Chamnai, amb una força d'uns 20.000 homes; però desmoralitzats per successives derrotes van oferir una dèbil resistència i expulsats més enllà del Rapti i cap a Nepal. La major part dels talukdars rebels van acceptar l'amnistia però ni el raja de Gonda i la rani de Tulsipur van acceptar la rendició i finalment els seus estats foren confiscats i cedits com a recompensa als maharajas Sir Drigbijai (Dig Bijai) Singh de Balrampur i Sir Man Singh d'Ajodhya o Ayodhia o Shahganj.
La superfície del districte el 1881 era de 7446 km² (7.311 km el 1901) Els rius principals aleshores eren el Buri Rapti, Rapti, Suwawan, Kuwana, Bisuhi, Chamnai, Manwar, Tirhi, Sarju i Gogra, que corrien de nord-oest a sud-est. Cap al centre del districte el rius eren rierols estacionals. Era un districte de grans propietaris i hi havia 20 talukdars que el 1882 governaven territoris de 5122 km² amb 1885 pobles; altres 950 pobles eren tinguts en arrendament ordinari per petits propietaris. Els principals estats eren el del maharajà de Balrampur, el de raja Krishna Datt Ram Pande, i el que fou del maharajà Man Singh.
El districte tenia 8 ciutats i 2760 pobles. Administrativament estava dividit (1901) en tres tahsils: Gonda,Tarabganj i Utraula.
Les principals ciutats eren els municipis de Balrampur i Gonda, i les viles (àrees notificades) de Nawabganj i Utraula. El tahsil de Gonda tenia una superfície de 1603 km² i una població de 404.172 el 1891 i de 384.021 el 1901, amb 784 pobles i 3 ciutats, incloent Gonda (15.811 habitants), capital del districte i del tahsil.

## Jaciments arqueològics
- Set Mahet o Sahet Mahet (Sravasti)
- Bansdila
- Paltipur
- Lodha Dih
- Raya-ke-than
- Paras
- Temple hindú de Debi Patan
- Temple hindú de Chhapia